# Peter Diener
Peter Diener (* 29. ledna 1929) je švýcarský horolezec.

## Život
Peter Diner se narodil v Žitavě, po válce se tedy ocitl v NDR. V roce 1950 se rozhodl emigrovat do Švýcarska, což se mu o dva roky později podařilo. Od roku 1965 je švýcarským občanem.
S lezením začal ve 13 letech na pískovcích, ve 40. letech potom podnikl mnoho výstupů v Alpách. V roce 1954 vstoupil do švýcarského horolezeckého klubu, jehož se stal o deset let později předsedou. V 50. a 60. letech dosáhl v Alpách řadu úspěchů, ovšem jeho největším výkonem zůstane prvovýstup na osmitisícovou Dhaulágirí v roce 1960 v expedici vedené Maxem Eiselinem. Na vrcholu stanul s Kurtem Diembergerem a dalšími dvěma evropskými horolezci a dvěma šerpy. Později působil jako člen horské služby, jejíž byl také 2 roky ředitelem.